# Эббот, Эмма
Эмма Эббот (9 декабря 1850, Чикаго — 5 января 1891, Солт-Лейк-Сити) — американская оперная певица и импресарио. Обладала голосом сопрано.
Родилась в Чикаго в семье музыканта и вместе с братом с детства обучалась игре на фортепиано, гитаре и скрипке, а также пению. Из-за финансовых проблем отца была вынуждена выступать с песнями и скрипичными концертами с 9 лет, а в 13 лет уже начала давать уроки гитары. В 1866 году присоединилась к труппе странствующих музыкантов и гастролировала вместе с ними по стране. Во время одной из поездок она познакомилась с певицей Сарой Луизой Келлог, которая дала ей рекомендацию для обучения пению в Нью-Йорке. Там Эмма училась у Эшиль Эррани и в декабре 1871 года дала первый концерт. В 1872 году отправилась учиться в Милан, а затем в Париж. Эббот выступала в опере в Лондоне в Ковент-Гардене и пела на многих важных концертах в различных оперных театрах Лондона и Парижа. В 1876 году тайно вышла замуж и вместе с мужем вернулась в Америку.
22 февраля 1877 года на организовала оперную труппу, названную её именем, и гастролировала по США, где имела высокую репутацию и где её голос признавался прекрасным. Умерла в 1891 году от пневмонии.